# Carlos Antonio López (Paraguay)
Carlos Antonio López è un centro abitato del Paraguay, nel dipartimento di Itapúa. La località forma uno dei 30 distretti in cui è suddiviso il dipartimento.

## Popolazione
Al censimento del 2002 Carlos Antonio López contava una popolazione urbana di 1.306 abitanti (17.622  nel distretto), secondo i dati della Dirección General de Estadística, Encuestas y Censos.

## Storia
Fondata nel 1923 da coloni di origine ucraina, Carlos Antonio López fu elevata al rango di distretto nel 1978.

## Economia
Le principali attività economiche del distretto sono l'agricoltura e l'allevamento; sul territorio è presente un'importante industria di succhi di frutta.